# Guan Ping
Guan Ping (entre 176 et 186 — 219-220, adopté entre 188 et 203 par Guan Yu), général chinois au service du seigneur de guerre Liu Bei lors de la fin de la dynastie Han et du début de l'époque des Trois Royaumes en Chine antique. Il est surtout connu pour être le fils aîné et adoptif du célèbre général Guan Yu. Étudiant les arts martiaux, il fut adopté par Guan Yu et vint donc joindre les rangs de Liu Bei en suivant son nouveau père dans de multiples campagnes militaires.
En l’an 207, il fut actif dans la défense de Xinye et contribua à repousser les troupes de Xiahou Dun, alors qu’avec Liu Feng, il piégea l’ennemi dans une embuscade incendiaire.
Puis en l’an 211, toujours avec son acolyte Liu Feng, il bloqua l’avancée de Sun Yu à Baqiu, contrôlant la rive nord du Long Fleuve.
Il accompagna ensuite Liu Bei dans sa conquête de l’Ouest et vint le secourir à la passe de la Rivière Fu. Peu après, il fut envoyé réclamer l’aide de Zhuge Liang à Jingzhou où il resta pour aider son père dans sa défense.
En, l’an 219, il fut placé à l’avant-garde en tant que lieutenant de Liao Hua dans l’offensive sur la ville de Fan. Avec son père, il parvint à prendre Xiangyang, puis ensemble, combattirent vaillamment Pang De et brisèrent les sept armées de Yu Jin. Il fut toutefois battu par Xu Huang et s’enfuit à Maicheng avec Guan Yu où ils furent assiégés par les Wu. Tentant de fuir à nouveau en se dirigeant vers l’ouest, ils tombèrent dans une embuscade des Wu. Alors isolé, Guan Ping qui tenta de secourir son père prit captif se fit également capturer. Après avoir été livré à Sun Quan, il fut dûment exécuté sur ordre de ce dernier par Lu Meng.
Il était très ami avec les filles de Zhang Fei, Xingcai et sa sœur aînée.
Il est le grand frère de Guan Xing, Guan Suo et Guan Yinping.